# Mohamed Abdallah Hussein
Mohamed Abdallah Hussein, a volte riportato come Muhamed Zurga o Mohamed Hasoon Babiker (18 settembre 1998), è un calciatore sudanese, centrocampista dell'Al-Merrikh e della nazionale sudanese.

## Carriera

### Club
Ha giocato nella prima divisione sudanese.

### Nazionale
Nel dicembre del 2021 viene incluso nella lista finale dei convocati dal CT della nazionale sudanese in vista della Coppa delle nazioni africane 2021; fa il suo esordio assoluto il 15 gennaio 2022 nell'incontro della fase a gironi perso 3-1 contro la Nigeria.

## Statistiche

### Cronologia presenze e reti in nazionale
| Cronologia completa delle presenze e delle reti in nazionale ― Sudan | Cronologia completa delle presenze e delle reti in nazionale ― Sudan | Cronologia completa delle presenze e delle reti in nazionale ― Sudan | Cronologia completa delle presenze e delle reti in nazionale ― Sudan | Cronologia completa delle presenze e delle reti in nazionale ― Sudan | Cronologia completa delle presenze e delle reti in nazionale ― Sudan | Cronologia completa delle presenze e delle reti in nazionale ― Sudan | Cronologia completa delle presenze e delle reti in nazionale ― Sudan |
| Data                                                                 | Città                                                                | In casa                                                              | Risultato                                                            | Ospiti                                                               | Competizione                                                         | Reti                                                                 | Note                                                                 |
| -------------------------------------------------------------------- | -------------------------------------------------------------------- | -------------------------------------------------------------------- | -------------------------------------------------------------------- | -------------------------------------------------------------------- | -------------------------------------------------------------------- | -------------------------------------------------------------------- | -------------------------------------------------------------------- |
| 30-12-2021                                                           | Limbé                                                                | Etiopia                                                              | 3 – 2                                                                | Sudan                                                                | Amichevole                                                           | -                                                                    | 65’                                                                  |
| 15-1-2022                                                            | Garoua                                                               | Nigeria                                                              | 3 – 1                                                                | Sudan                                                                | Coppa d'Africa 2021 - 1º turno                                       | -                                                                    | 64’                                                                  |
| 19-1-2022                                                            | Yaoundé                                                              | Egitto                                                               | 1 – 0                                                                | Sudan                                                                | Coppa d'Africa 2021 - 1º turno                                       | -                                                                    | 64’                                                                  |
| 26-3-2022                                                            | Douala                                                               | Rep. Centrafricana                                                   | 0 – 0                                                                | Sudan                                                                | Amichevole                                                           | -                                                                    | 51’                                                                  |
| Totale                                                               |                                                                      | Presenze                                                             | 4                                                                    |                                                                      | Reti                                                                 | 0                                                                    |                                                                      |